# Jawa Minor
Jawa Minor (Jawa 600) byl druhý automobil značky Jawa, který vyráběla společnost Zbrojovka Ing. F. Janeček Praha-Nusle II. na Zelené lišce. Automobil zkonstruovali ing. Rudolf Vykoukal (motor, podvozek) a Zdeněk Kejval (karoserie), kteří do Jawy v roce 1936 přešli z továrny Praga. "Pravou rukou" ing. Janečka se od 1. května 1937 stal čerstvě promovaný 33letý JUDr. Jaroslav Frei (1904-1981).

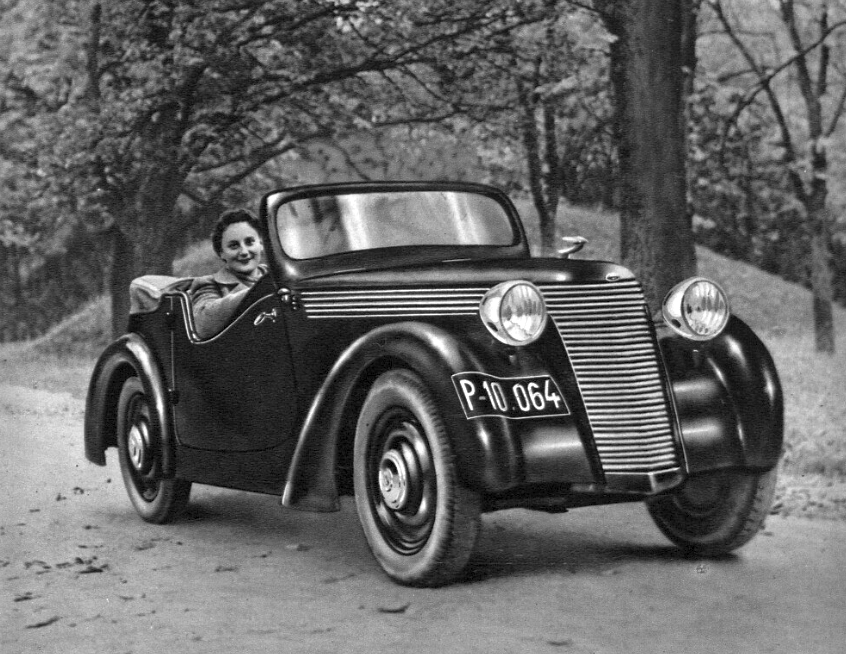
Jawa Minor, roadster (1937)

## Vznik a vývoj
Vývoj tohoto vozu začal roku 1935, o dva roky později začala sériová výroba. Do továrny byl v roce 1935 přijat konstruktér Zdeněk Pilát, kterého mladý Janeček (ing. František Karel Janeček) ho vyzval, aby vedle konstrukce leteckého motoru Jawa 1000 navrhl nový automobil původní konstrukce Jawa. Pilát nakreslil lehký dvouválec s převodovkou těsně u rozvodovky před přední nápravou. Dvouválec byl posunut mimo osu vozidla, což byla na tehdejší dobu věc zcela nebývalá. Vedení se návrh líbil, jen tu nesouměrnost musel Pilát ve druhém návrhu napravit a ve spodní části doplnit předlohu. Pilát s ing. Vojtěchem Pokorným se rozhodli použít nový motor se zdvihovým objemem 615,75 cm³. Když byly přípravné práce v plném proudu nastoupil do Jawy konstruktér Rudolf Vykoukal a karosář Zdeněk Kejval. Dostali za úkol připravit alternativu k právě se rodícímu automobilu. Vykoukalova koncepce se lišila v podstatě jen umístěním hnacího agregátu, byl posunut za přední nápravu. Oba vozy byly zkoušeny a porovnávány. Výjimečnost Pilátova řešení by znamenala vykročit neprošlapanou cestou a představovala určité riziko, které továrna zřejmě nechtěla podstoupit. V roce 1937 tedy bylo rozhodnuto zavést do výroby vůz podle návrhu Rudolfa Vykoukala. Automobil dostal název Jawa Minor.
Jawa Minor byl stavěn nejčastěji dvoudveřový čtyřmístný uzavřený vůz nebo i kabriolet, popř. dvoumístný roadster (s dvěma nouzovými sedadly vzadu). Bylo vyrobeno i několik prototypů s dvoudvéřovou, dvoumístnou karoserií business kupé a také ve stejné koncepci i Minor se zvětšeným kufrem pro potřeby Československé pošty. Byl vyroben i prototyp Minoru s karoserií valník.
Motor byl dvoudobý řadový dvouválec uložený vpředu (podélně za přední nápravou). Měl výkon 14 kW (19 koní) a objem válců 616 cm³. Podobně jako u typu Jawa 700 se motory a podvozky vyráběly v mateřském závodě v Praze Nuslích, karoserie v závodě Kvasiny a kompletace vozu byla prováděna v závodě Týnec nad Sázavou - Brodce.
První vozy byly vyrobeny v září 1937 v armádní úpravě pro soutěž Kolem Malé dohody, ale oficiální představení se odehrálo o měsíc později na pražské XXVII. mezinárodní výstavě automobilů v říjnu 1937 ve stánku č. 49 v levém křídle Průmyslového paláce. Přímo na stánku bylo prodáno 112 vozů. Pro potřeby československé armády bylo v roce 1938 vyrobeno přibližně 400 vozů ve speciální vojenské verzi.
Za druhé světové války byl vývoj osobních automobilů zakázán. Přesto v Jawě v utajení pokračovali pod vedením Ing. Rudolfa Vykoukala na přípravě druhé verze Minoru. Motor včetně převodovky byl otočen před přední nápravu a byl u něj změněn směr otáčení, převodovka byla čtyřstupňová (3. st. přímý záběr, 4. st. rychloběh v trvalém záběru ozubených kol, přepínání 3. a 4. posuvníkem se zubovými spojkami), brzdy byly změněny na kapalinové. Zcela jiná byla i karoserie – mj. i prostornější – a jiné zavěšení zadních kol. Původní Jawa Minor se po válce dočkal inovace, bylo vyrobeno přibližně 710 vozů s levostranným řízením.
Po válce se tento vůz od roku 1946 dočkal sériové výroby, ovšem ne jako Jawa Minor II, ale z obchodně strategických důvodů jako Aero Minor a v zestátněném automobilovém průmyslu také mimo firmu Jawa, která od té doby směla vyrábět pouze motocykly. Tímto vozem řada vyráběných vozů značky Jawa počátkem roku 1951 tedy končí. Sice byly vyvíjeny i další vozy, např. Minor III, ale k jejich sériové výrobě nedošlo.

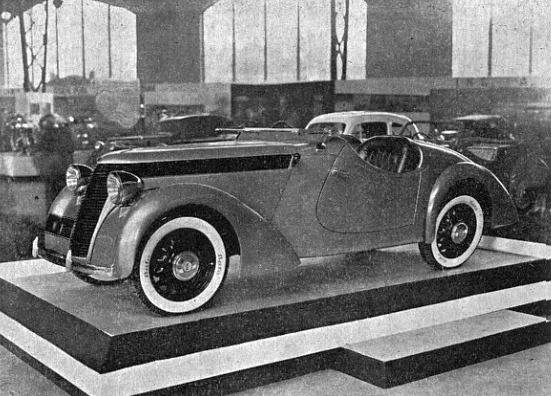
Jawa Minor, roadster (1937)

## Motor
Motor byl dvoudobý, řadový dvouválec (R2) o vrtání 70 mm a zdvihu 80 mm s objemem válců 615,75 cm³. Měl tzv. vratné vyplachování (pat. dr. Schnürle) a byl uložen podélně před přední nápravou. Tento systém vratného vyplachování dovoloval použití plochých pístů (z hliníkové slitiny) bez deflektorů. Blok válců měl snímatelnou hlavu a byl odlit ze šedé litiny.
Horizontální karburátor Solex se sytičem používal benzín s olejem v poměru 1:25. Palivo bylo z nádrže o objemu 23 l, která byla umístěna vpředu pod kapotou, dopravováno ke karburátoru samospádem. Dynamo-bateriové zapalování Bosch 6V se dvěma cívkami a kapacitou baterie 60 Ah. Elektrický startér Bosch s nožním zasouváním pastorku.
Chladič vodního, termosifonového chlazení byl umístěn přímo nad motorem. Nebyl použit větrák ani čerpadlo. Vodní plášť motoru spojovaly s chladičem hadice velkého průměru. Celé pohánění ústrojí včetně třístupňové převodovky (3+Z) a rozvodovky s diferenciálem bylo velmi kompaktní a ve voze zabíralo velmi malý prostor. Spojka byla jednolamelová, suchá, s tlumičem záběru.
S kompresním poměrem 6:1 podával max. výkon 14,3 kW (19,5 k) při 3500 ot./min. Spotřeba paliva nepřekročila zpravidla 7,5 l/100 km a vůz dosahoval rychlosti až 95 km/h.

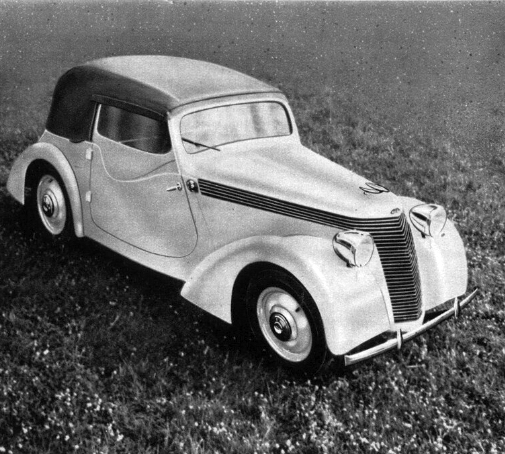
Jawa Minor kabriolet (1937)

## Podvozek
Podvozek (a motor) zkonstruoval ing. Rudolf Vykoukal (1905-1987). Páteřový rám čtyřhranného profilu s nezávislým zavěšením všech čtyř kol byl vpředu rozvidlen pro uložení motoru. K odpružení obou dělených náprav sloužila listová, příčně uložená péra. Přední náprava měla vespod trojúhelníková ramena, horní část lichoběžníku zastávalo příčné listové péro. Zadní náprava byla kyvadlová, tvořená trubkovými polonápravami opět s horním příčným listovým perem. Přední polonápravy byly připojeny k páteři rámu prostřednictvím rozvidlení.
Vůz měl přední náhon s kuželovým soukolím Gleason a čelním diferenciálem. Rozvodovka přední nápravy byla sešroubována s agregátem do bloku. Hřebenové, pravostranné řízení se samostatnými řídícími tyčemi.
Vůz byl vybaven nožní a ruční brzdou. Nožní, mechanická s lanky působila na všechna kola, ruční rovněž mechanická s nezávislými lanky působila na zadní kola. Disková kola (16") byla upevněna na bubny čtyřmi maticemi a byla "obuta" pneumatikami o rozměru 4,75–16.

## Karoserie
Kvasinský karosář Zdeněk Kejval obdařil vůz půvabnými, decentně elegantními tvary. Základní verzí byla čtyřmístná (2 dospělí a 2 děti) dvoudvéřová limuzína (tudor) a jako otevřená dvoumístná karoserie (roadster). Také byl Minor vyráběn jako otevřený čtyřsedadlový vůz se stahovací střechou (kabriolet). Ve verzi kabriolet z karosárny Sodomka z Vysokého Mýta mělo být vyrobeno pouze 26 vozů. Vedle těchto verzí pak byl vyráběn i armádní kabriolet. Čtyřsedadlový tudor měl zavazadlový prostor přístupný z interiéru vozu po odklopení zadních opěradel, náhradní kolo bylo umístěno pod jeho podlahou a bylo přístupné z venku.
Dřevěná kostra byla potažena ocelovým plechem. Pravostranné řízení. Páka řazení byla umístěna na přístrojové desce. Tudor měl zaoblený prostorný kufr a byl vcelku s karoserií. Přístup do něj byl pouze zevnitř vozu, po odklopení zadního opěradla. Hmotnost automobilu se podle typu karoserie pohybovala lehce nad 600 kg.
Na podzim 1938 byla představena nová verze Minoru. Rozvor u tudoru byl prodloužen na 2410 mm, dostal prostornější karoserii o délce 3600 mm a výšce 1400 mm. Hmotnost vozu se zvýšila na 690 kg. Modernizován byl i systém ovládání vozu, několik automobilů bylo již vybaveno levostranným řízením. Zvláště kabriolet Jawa Minor se líbil a tak Jawa objednala u Sodomky v roce 1939 sérii 25 vozů, luxusnějších kabrioletů.
Kabriolet (2+2) byl před válkou nabízen za 16950 Kč, tudor-limuzína za 17950 Kč a sportovní roadster s koženým čalouněním za 19500 Kč. Vozy mimo roadsteru nebyly vybaveny předním nárazníkem, ten se montoval na tudor a kabriolet za příplatek. Do roku 1940 bylo vyrobeno 1990 Minorů (zhruba 400 kusů pro československou armádu) a po válce z ukrytých komponentů bylo sestaveno ještě 710 automobilů Jawa Minor. Ty však byly po válce prodávány za 35500 Kč. Během let 1937 až 1947 bylo vyrobeno téměř 2700 vozů Jawa Minor.

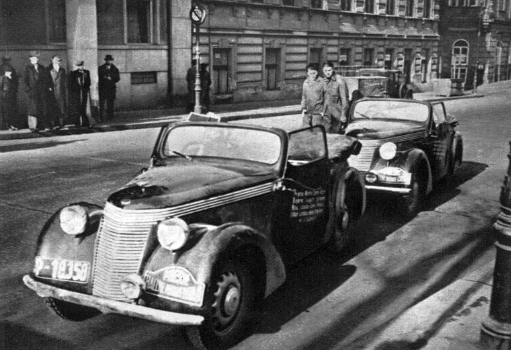
Jawa Minory po návratu z cesty severní Afrikou (únor 1939)

## Sportovní úspěchy
Tyto automobily se úspěšně prosazovaly i v náročných podmínkách evropských soutěží, jako byly např. Soutěž Malou dohodou (1937) a Rallye Monte Carlo (1939) 
Tři vozy v armádní úpravě se zúčastnily 12.-19. září 1937 v branné motoristické soutěži kolem Malé dohody, která vedla z Prahy přes Bratislavu, Užhorod a Bukurešť do Bělehradu. K soutěži pod protektorátem Dr. Edvarda Beneše, jeho veličenstva Carola II. a Jeho Královské Výsosti prince Pavla Karađorđeviće bylo přihlášeno 88 automobilů, 10 sidecarů a 55 motocyklů. Mezi mnoha desítkami i silných strojů obsadil Minor posádky ing. Krátký - L. Turek v celkovém pořadí 3. místo. V třídě do 750 cm³ obsadili prvá dvě místa jezdci na Minorech v pořadí 1. por. ing. Jan Krátký - svob. Ladislav Turek (celkově 3.) a 2. rtm. Josef Hokeš (celkově 12.). Celkovým vítězem soutěže se stal Zdeněk Pohl na voze Škoda Popular Sport Monte Carlo (typ 909), v motocyklech Jan Bednář na stroji Jawa 100 Robot a v sajdkárech na Jawě npor. Miloš Schütz.
Absolutním vítězem II. cílové jízdy k jarnímu vzorkovému veletrhu do Prahy se v březnu 1938 stal závodník Ladislav Turek na voze Jawa Minor. V červnu 1938 v soutěži 500 kilometrů slovenských v automobilech do 1100 cm³ zvítězil v juniorech jezdec Sova. V létě 1938 vykonal dálkovou jízdu s tímto automobilem cestovatel Adolf Tůma (redaktor Motor-Revue) s JUDr. Vladimírem Pohoreckým z Prahy do Bagdádu. Po šikaně v Cařihradu a zejména po zprávách o "horkém" létě v Československu se otočili a vydali se zpět. Najeli s vozem přes 5000 km při průměrné spotřebě 7 l/100 km. Pravidelné sloupky reportáží z této cesty uveřejňovaly Národní listy.
V lednu 1939 Antonín Vitvar (se spolujezdcem Jaroslavem Musilem) dojel z Athén do cíle Rallye Monte Carlo bez trestných bodů na 8. místě ve třídě do 750 cm³, přičemž s limuzínou Minor rovněž získal první cenu v "soutěži pohodlí" (Concours de Confort). V celkovém pořadí na 18. Rallye Automobile de Monte-Carlo posádka A. Vitvar - Jaroslav Musil obsadila 84. místo. Další dálkovou jízdu přes severní Afriku uskutečnily dva červeně vybarvené Minory počátkem roku 1939. Vzdálenost 7530 km z Prahy přes Alžír, Saharu, Tripolis, Syrakusy, Neapol a Řím zpět do Prahy odřídili Vladislav Forejt-Alan a tov. Václav Jelínek. V pohnutém březnu 1939 zvítězila Fanny Kronbauerová se svým manželem jako spolujezdcem a mechanikem za Česko-Slovensko na Minoru v dámské, mezinárodní pětietapové soutěži automobilů na trati Paříž-Verdun-Štrasburk- Lausanne-Ženeva-Marseille-Saint Raphaël u Fréjus. Po vítězství v třídě do 750 cm³ i v absolutním pořadí v závodě dlouhém 1465 km se do Prahy vrátili manželé Kronbauerovi se 4 poháry 20. března - ale už do Protektorátu.
Četné úspěchy v soutěžích elegance svědčí o tom, že se automobil Jawa Minor opravdu líbil. Na Concours d'Élegance konaný v Mariánských Lázních počátkem srpna 1938 získal Minor "cenu obecenstva" a vavřínový věnec. Navíc v kategorii vozů s cenou do 25000 Kč získal roadster Minor I. cenu a stříbrnou plaketu a limuzína Minor v kategorii cen vozů do 22000 Kč získala I. cenu a zlatou plaketu. Roadster Jawa Minor získal koncem srpna 1938 v lázních Luhačovicích při Concours ď Élegance v kategorií vozů s cenami do Kč 25000 Kč I. cenu a stříbrnou plaketu a jako nejlacinější a nejhezčí sportovní vůz čs. výroby získal i pohár. Při předvádění na Concours d'Élegance v lázních Luhačovicích dosáhl mimořádných úspěchů, kdy získal dvě prvé ceny a dvě stříbrné plakety, jednu druhou cenu a jednu zlatou plaketu v kategorii, v níž byly zařazeny vozy až do prodejní ceny 25 000 Kč. Ve IV. soutěži krásných automobilů v lázních Bohdanči získal nejvyšší uznání počtem 254 bodů, za což byl oceněn vůz i majitel Budlovský čestnou cenou. V rámci mezinárodní výstavy automobilů v Bělehradě, které se v dubnu 1939 zúčastnila i společnost Jawa, prostřednictvím svého zástupce v Jugoslávii, byla uspořádána soutěž elegance automobilů, v níž se úspěšně umístily vozy Jawa Minor. Prvou cenu ve třídě sport, vozů získal sportovní dvousedadlový roadster, druhou cenu v zavřených vozech získala limuzína Jawa Minor.

## Galerie

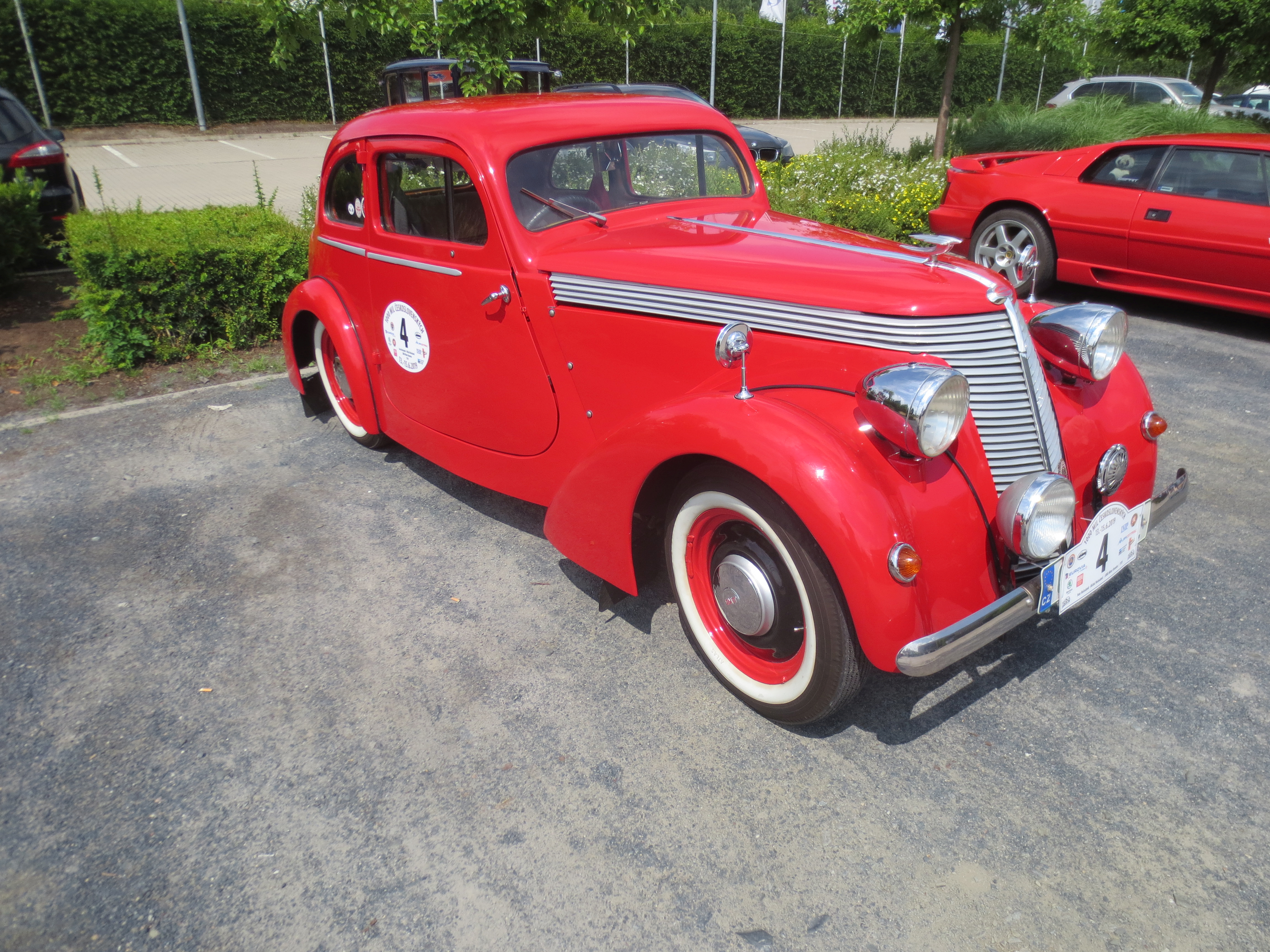
Jawa Minor, tudor, 1939 (Legendy 2019)
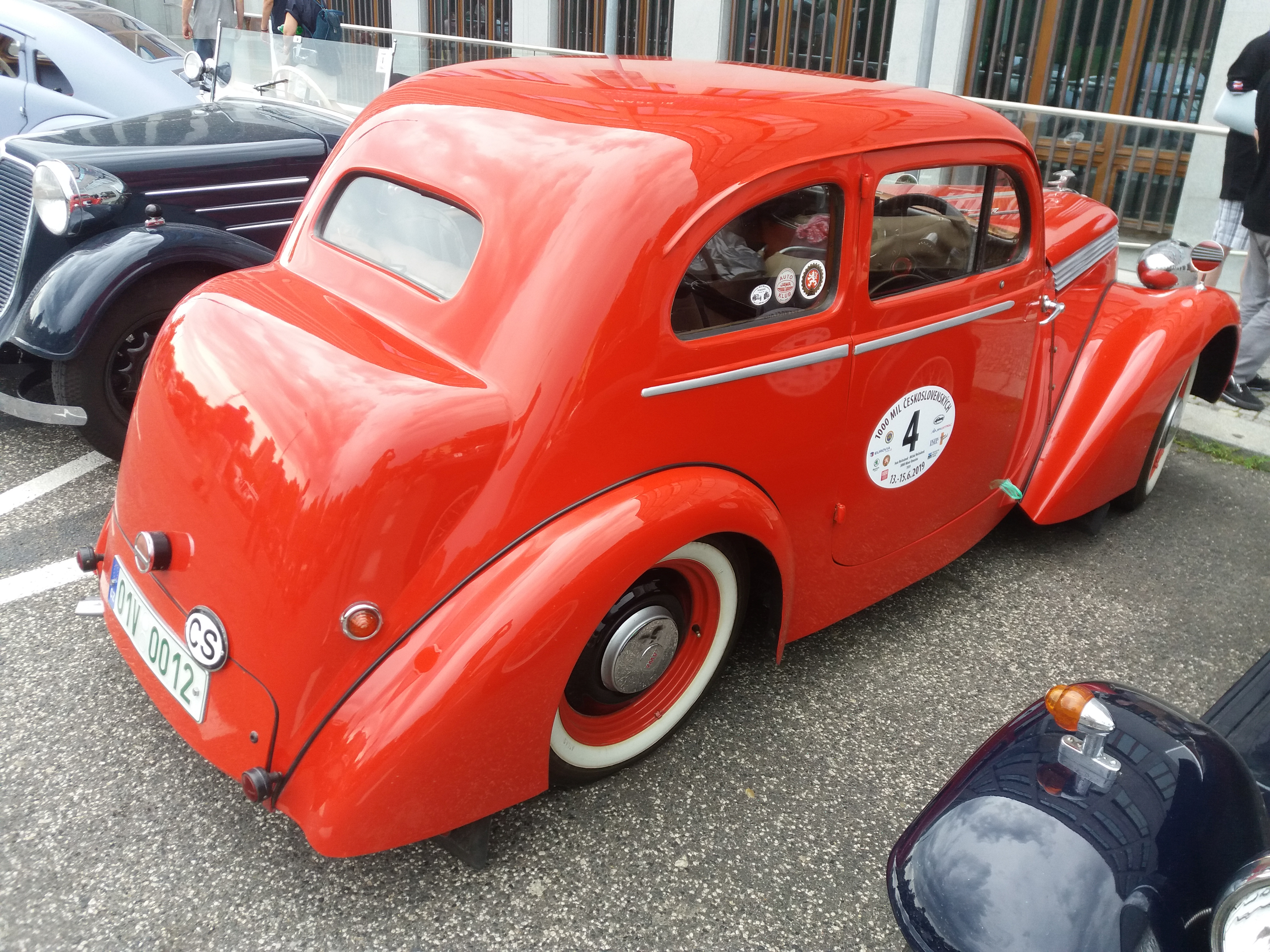
Jawa Minor, tudor, 1939 (1000 mil 2019)
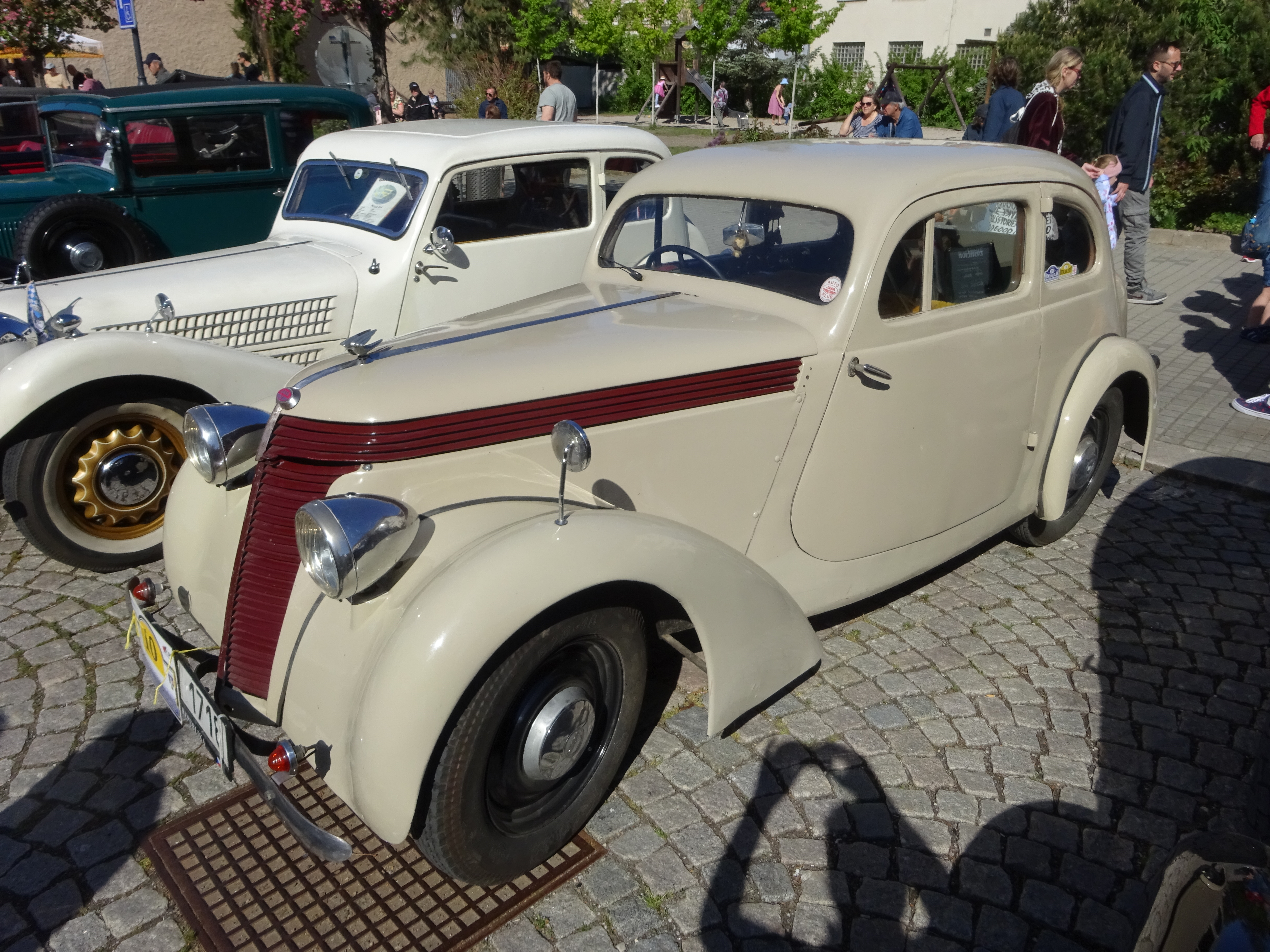
Jawa Minor, tudor 1938 (Českobrodský okruh 2024)
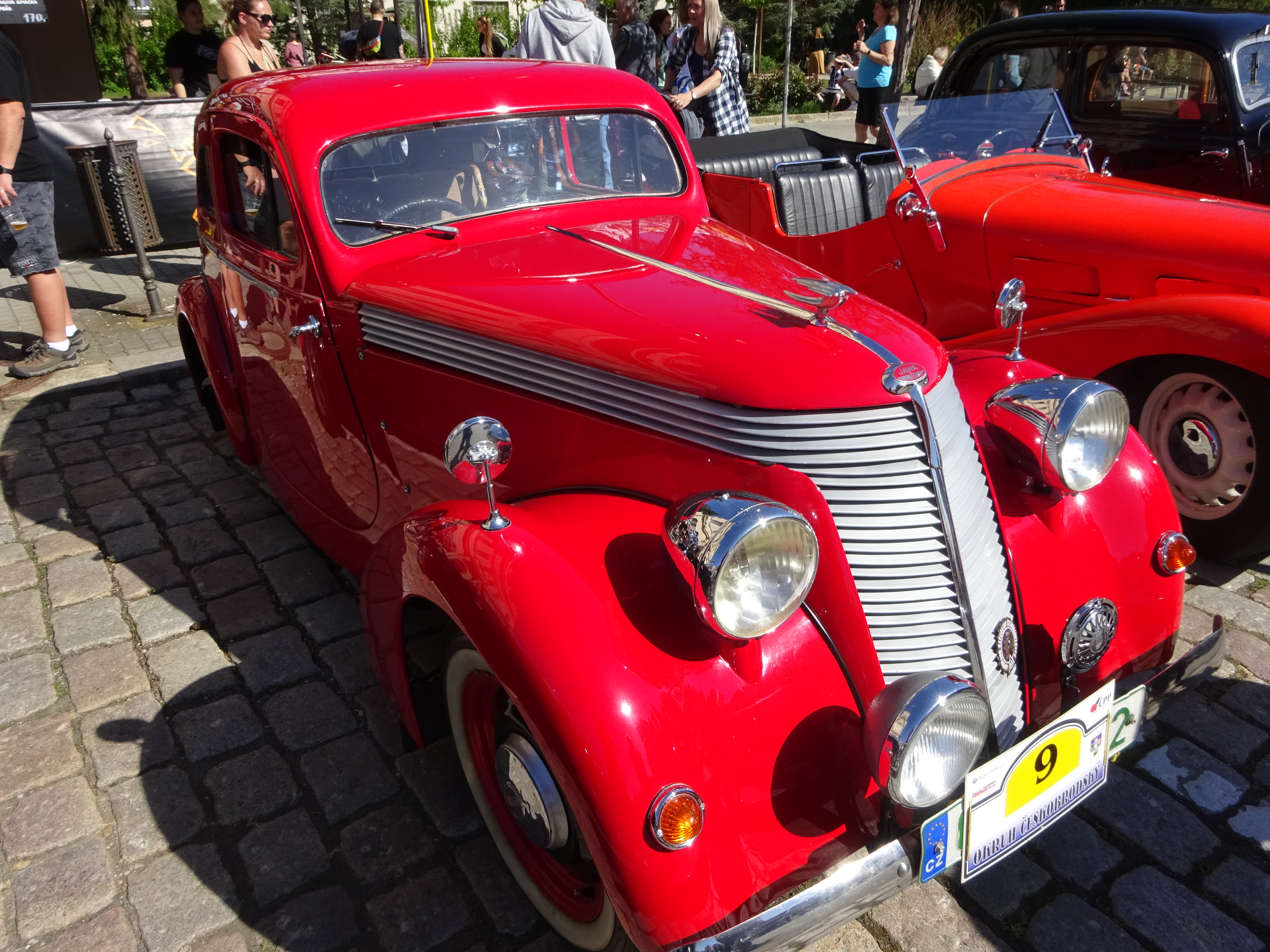
Jawa Minor, tudor 1939 (Českobrodský okruh 2024)
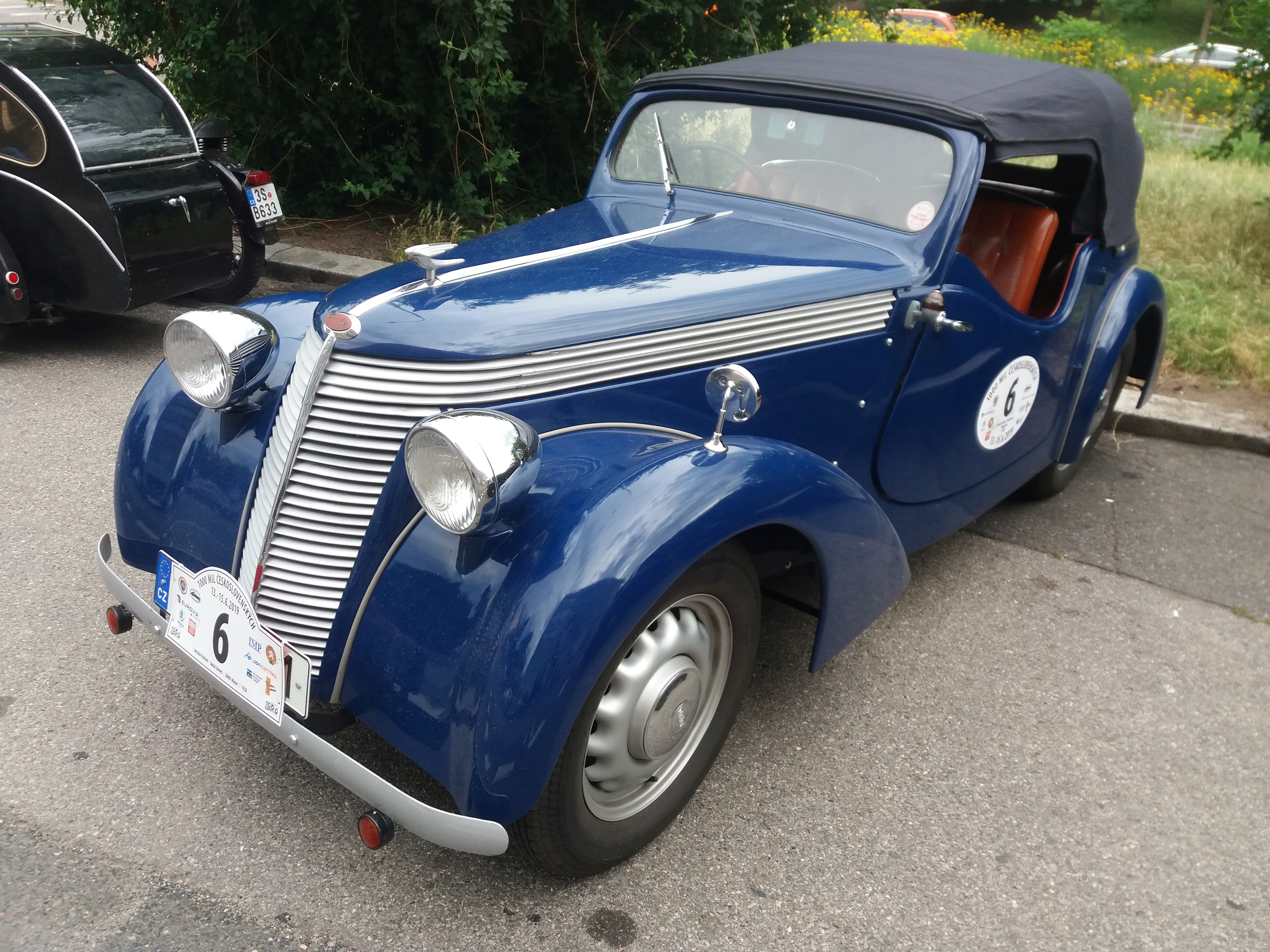
Jawa Minor roadster 1938 (1000 mil 2019)
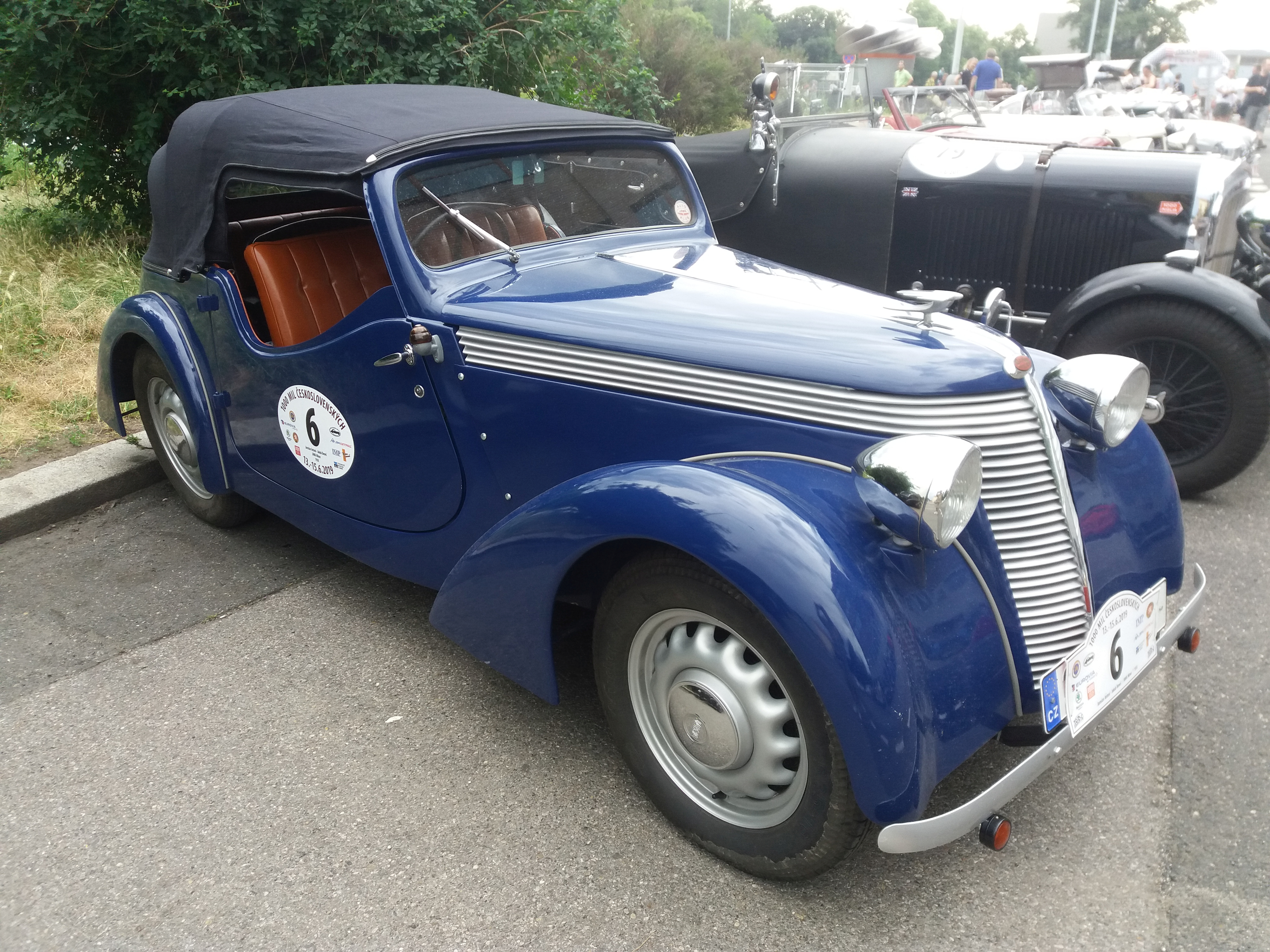
Jawa Minor, roadster 1938 (1000 mil 2019)
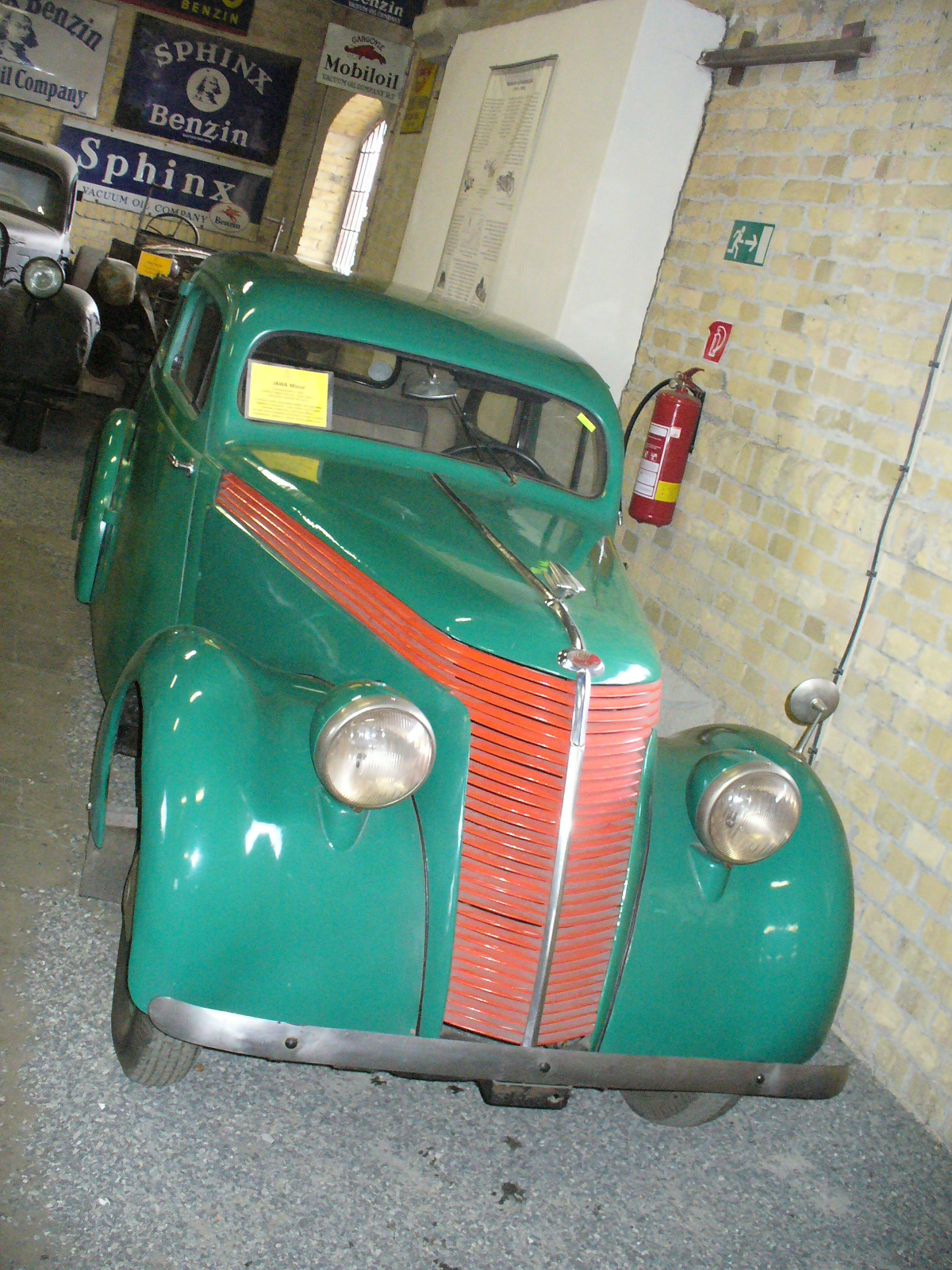
Jawa Minor (Muzeum dopravy Bratislava)
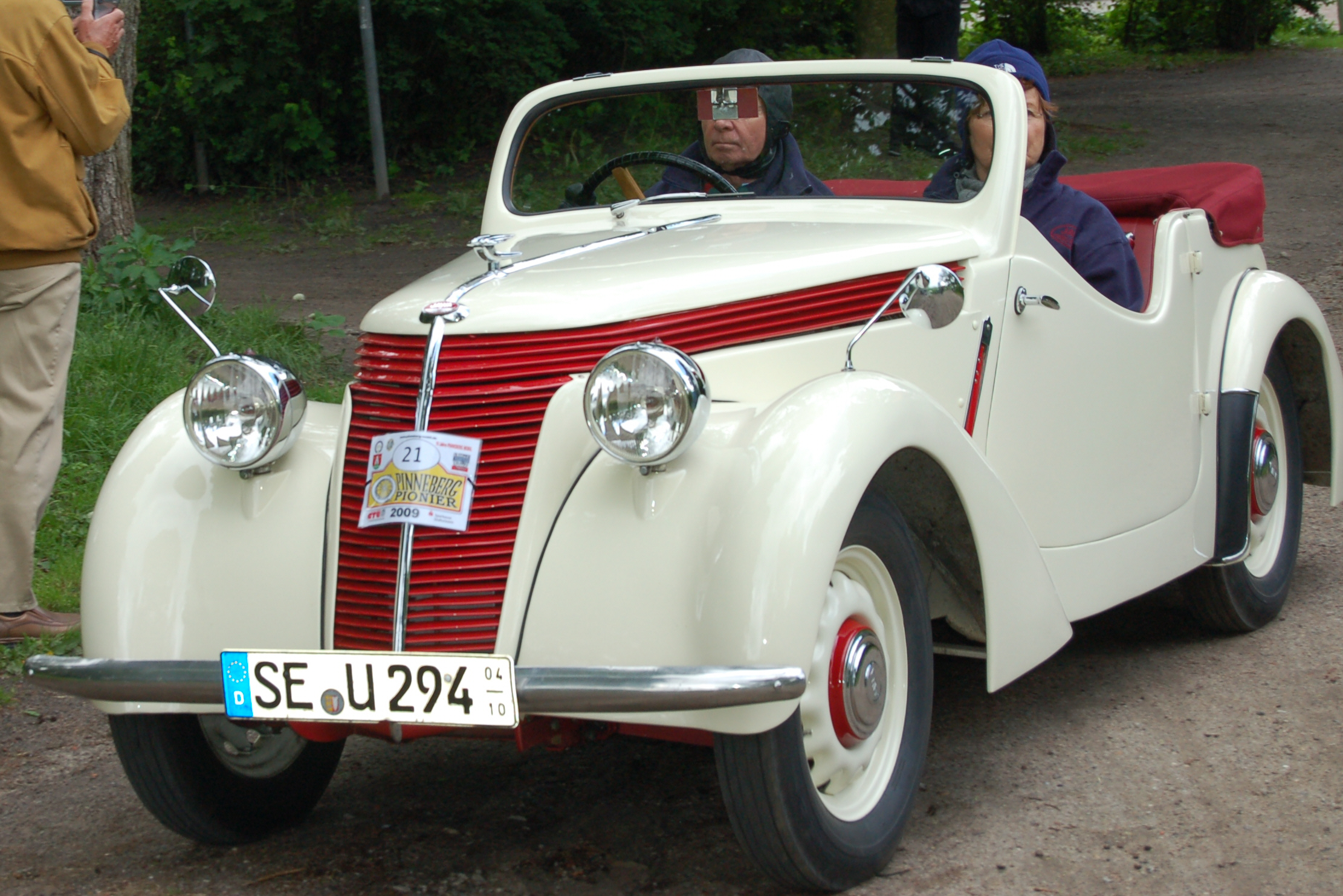
Jawa Minor, roadster (1938)
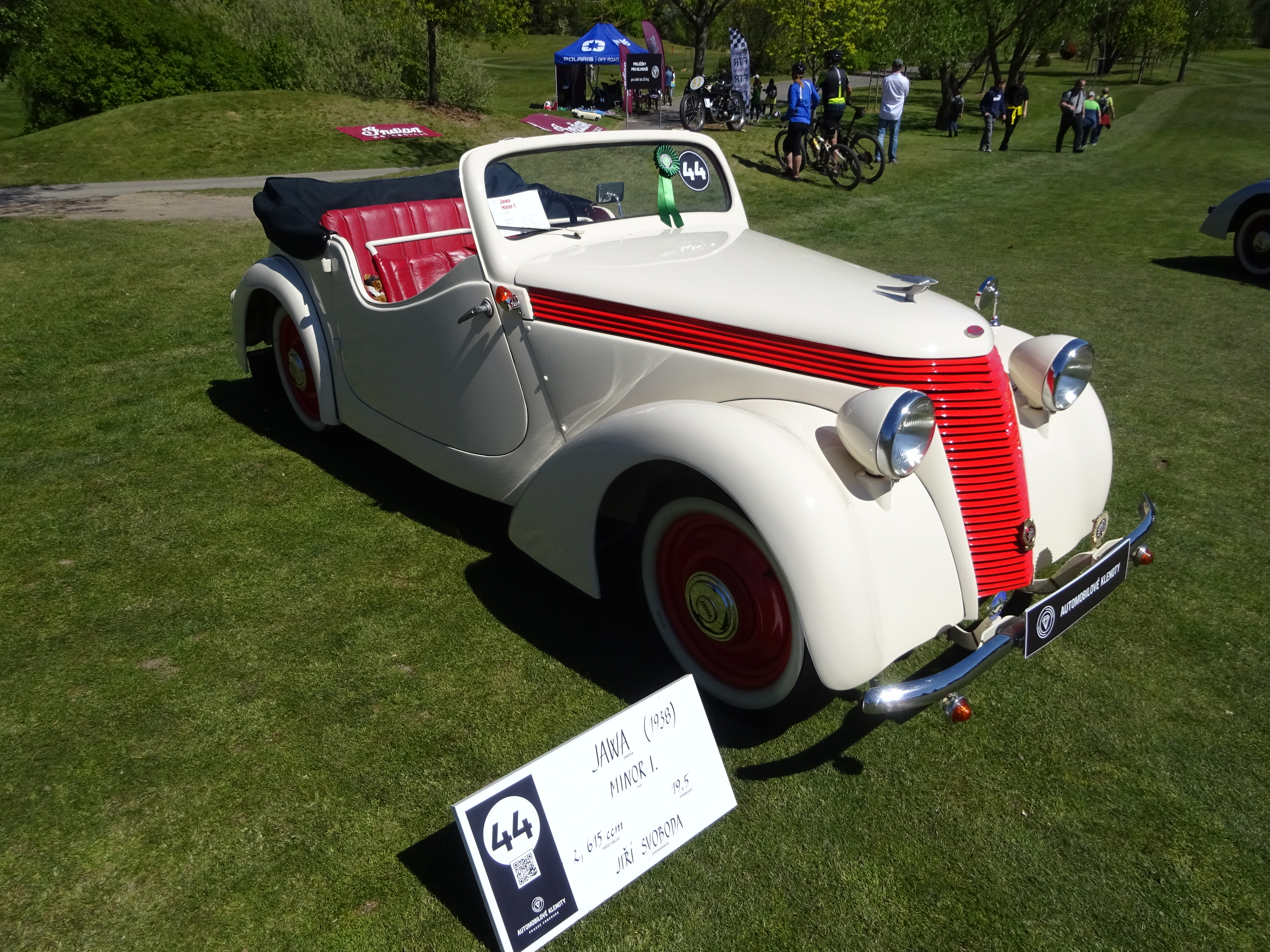
Jawa Minor (1938), Automobilové klenoty 2024
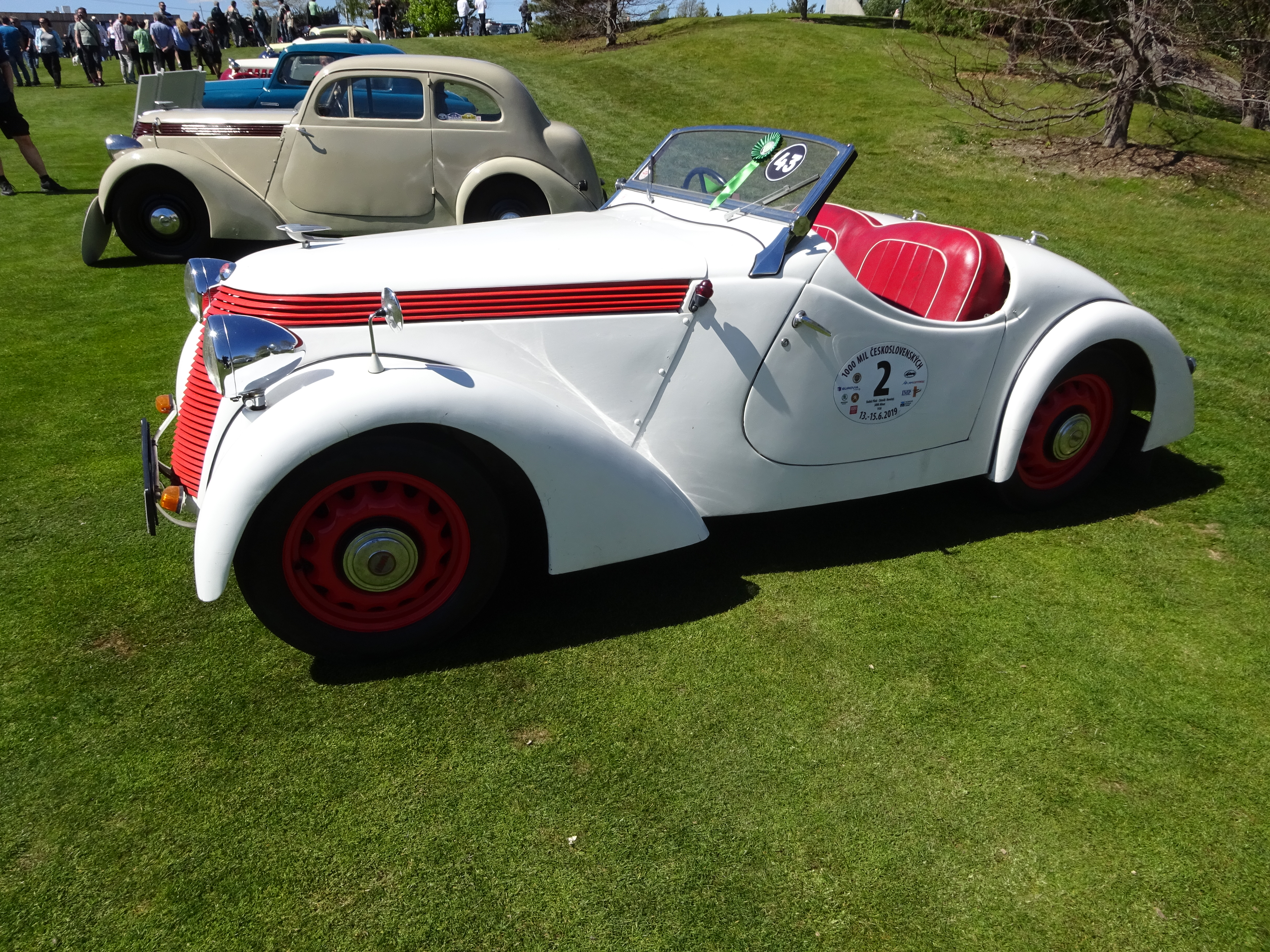
Jawa Minor, roadster (1938), Automobilové klenoty
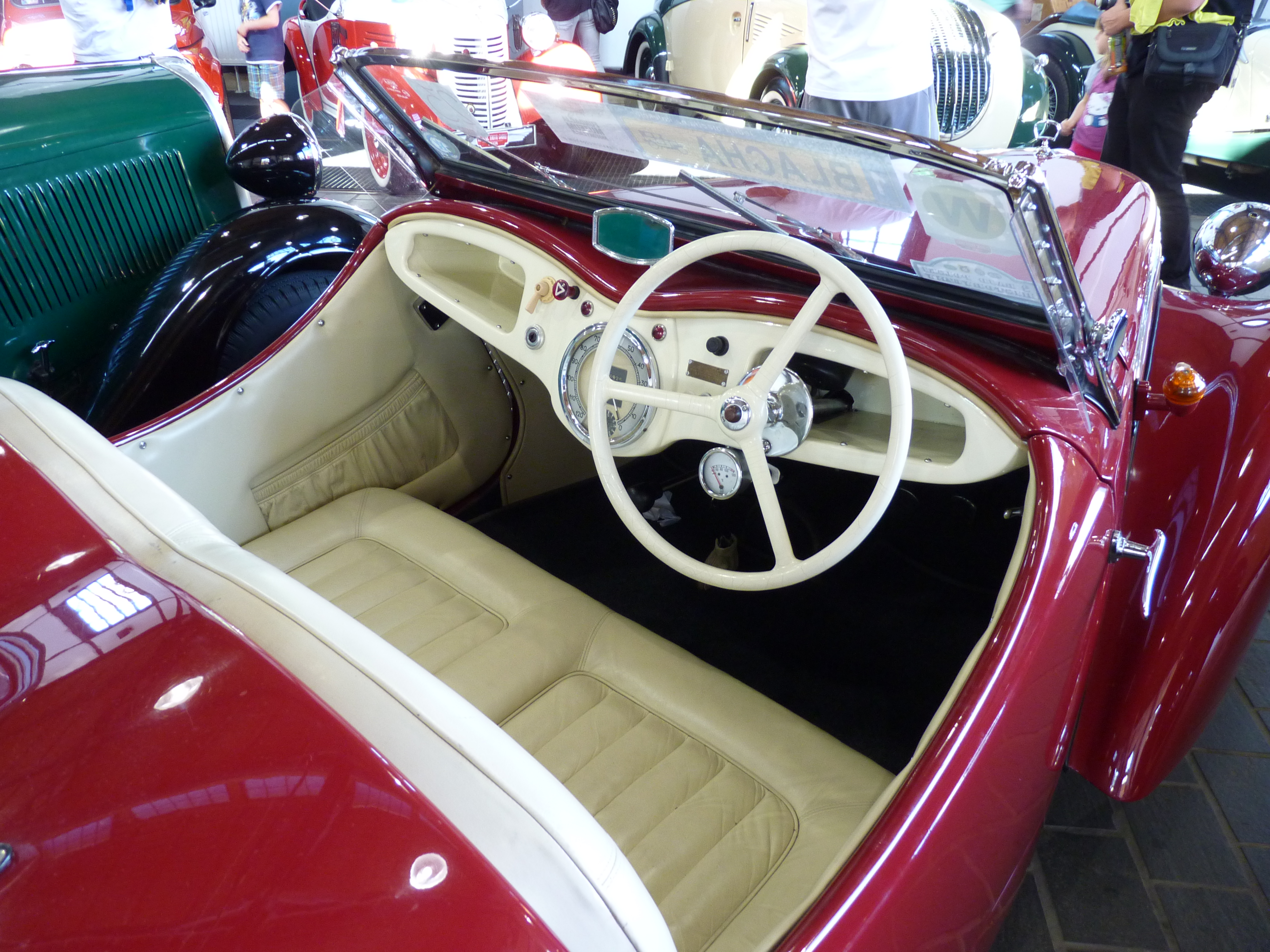
Jawa Minor, interier vozu (Classic Moto Show 2013)
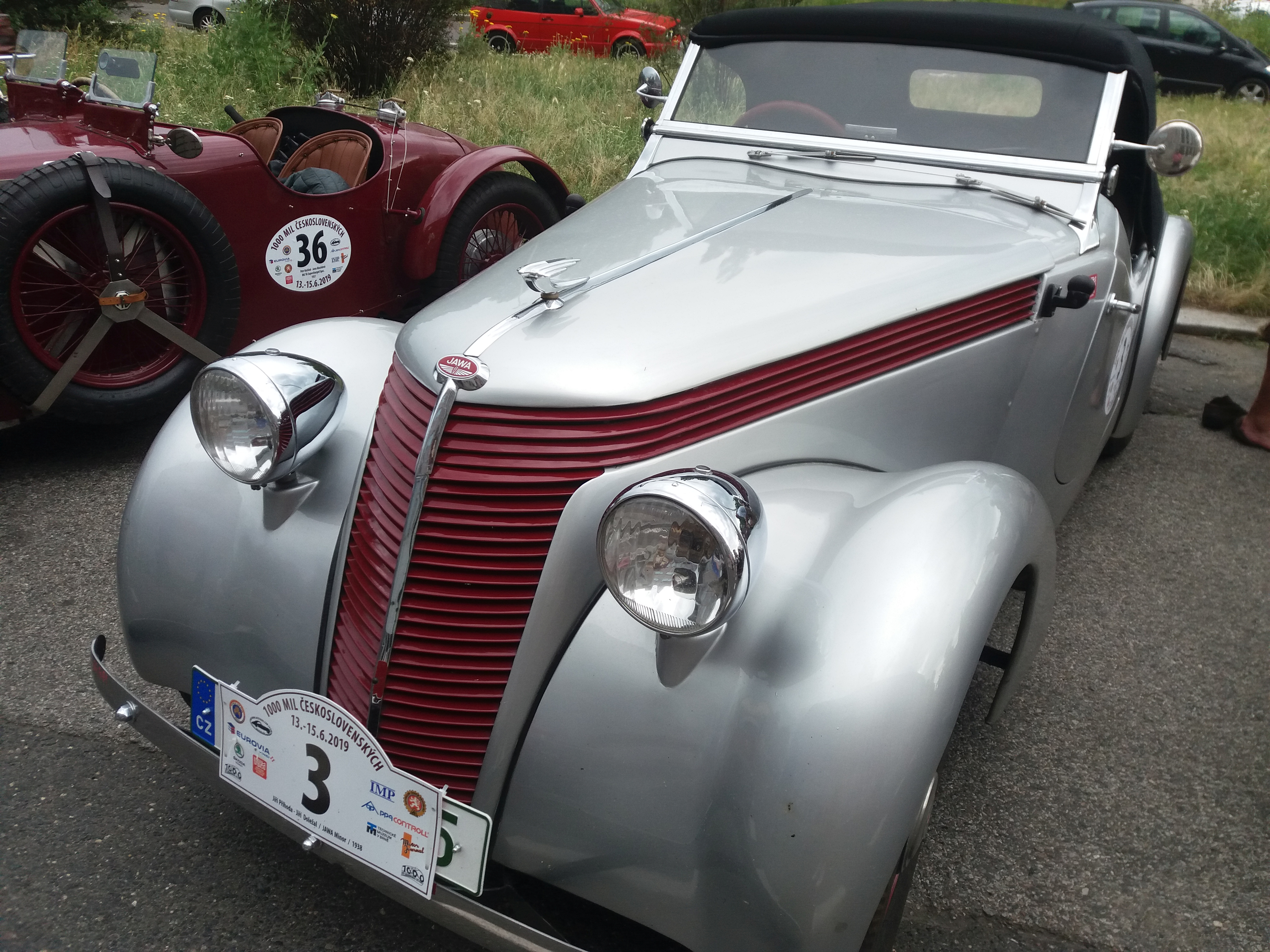
Jawa Minor roadster 1938 (1000 mil 2019)
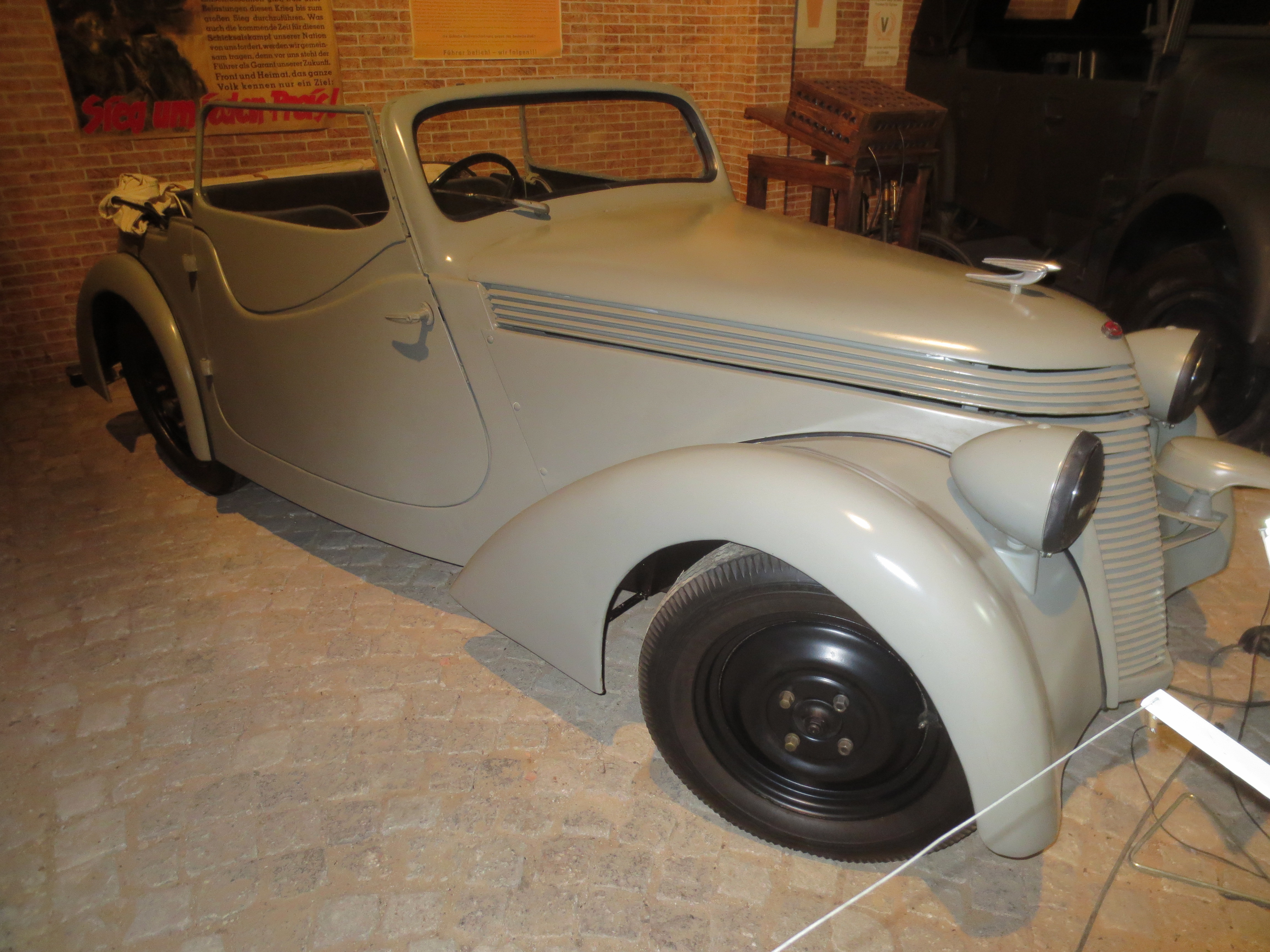
Jawa Minor, exponát ve Vojenském technickém muzeu Lešany (2021)
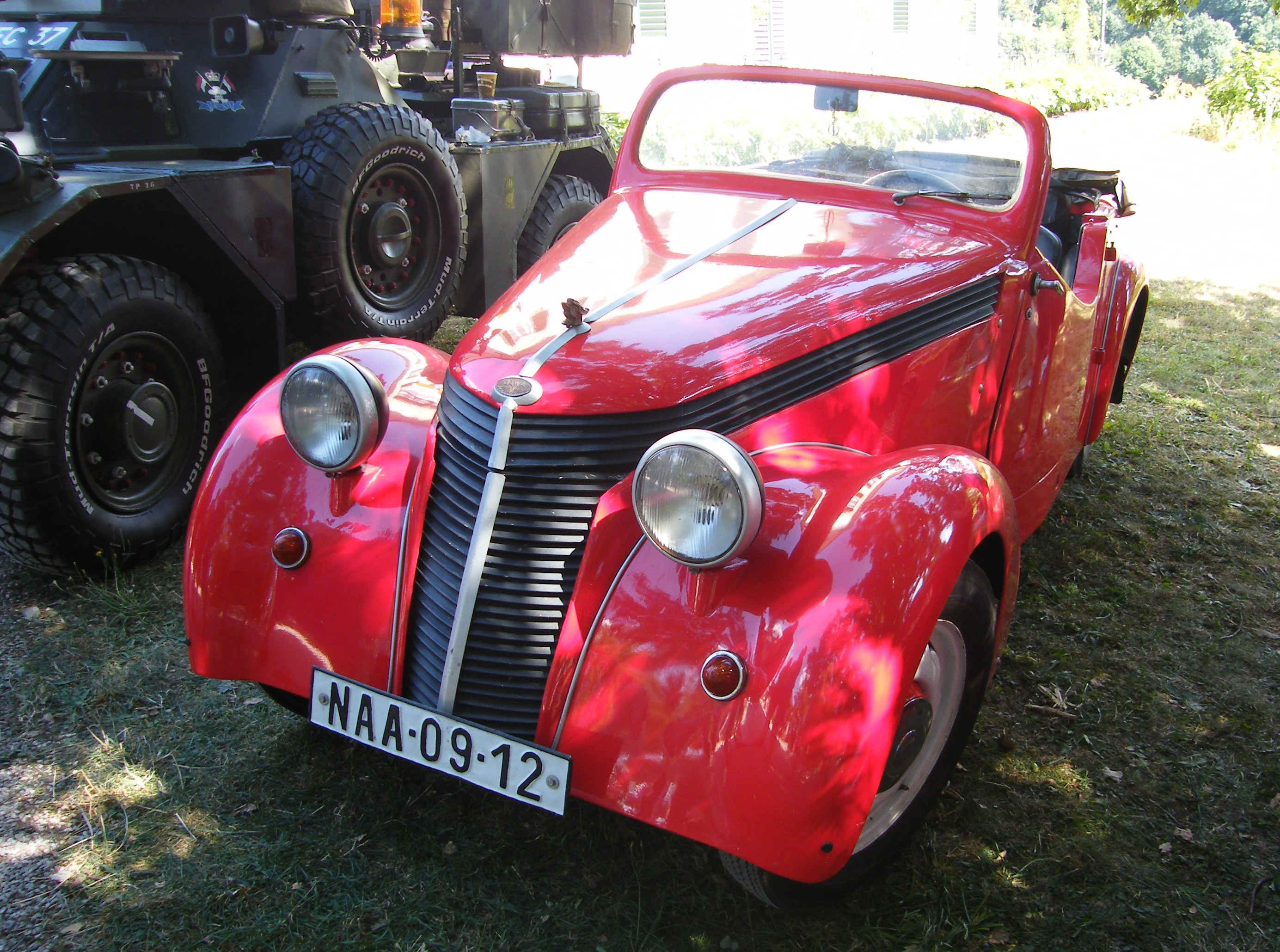
Jawa Minor s levostranným řízením
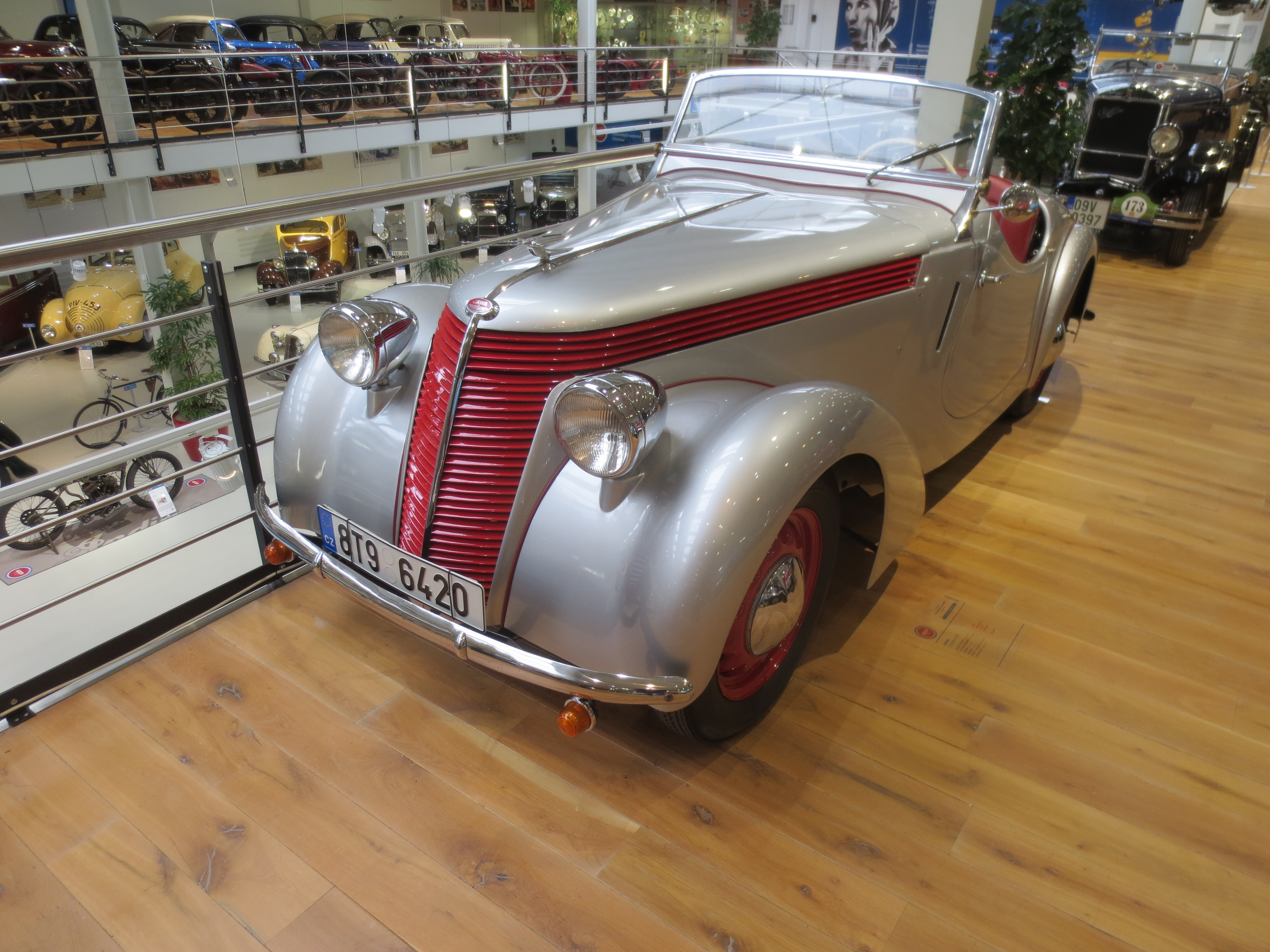
Jawa Minor (1946), Veteran Arena Olomouc (2021)
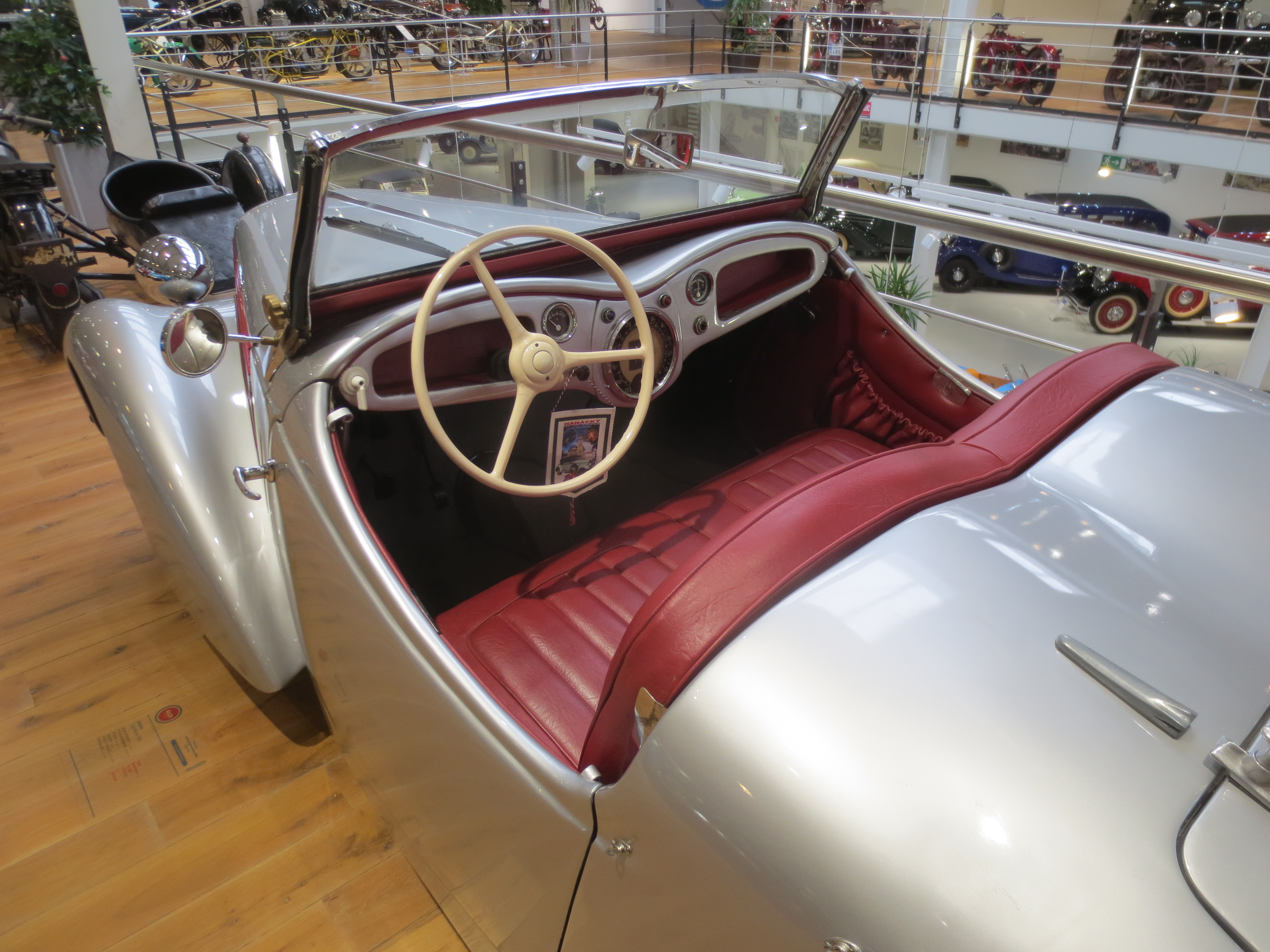
Jawa Minor (1946) s levostranným řízením